# Tarenna loheri
Tarenna loheri är en måreväxtart som först beskrevs av Elmer Drew Merrill, och fick sitt nu gällande namn av Cornelis Eliza Bertus Bremekamp. Tarenna loheri ingår i släktet Tarenna och familjen måreväxter. Inga underarter finns listade i Catalogue of Life.